# Adrie Koster
Adrie Koster (* 18. listopadu 1954, Zierikzee) je bývalý nizozemský fotbalista, záložník. Po skončení aktivní kariéry působil jako trenér.

## Fotbalová kariéra
Začínal v týmu VV Zierikzee. V nizozemské lize hrál za týmy Roda JC Kerkrade a PSV Eindhoven. V nizozemské lize nastoupil v 96 utkáních a dal 23 gólů. V Poháru UEFA nastoupil v 7 utkáních a dal 1 gól. Za nizozemskou reprezentaci nastoupil v roce 1978 ve 3 utkáních. Byl členem nizozemské reprezentace na Mistrovství Evropy ve fotbale 1980, ale v utkání nenastoupil.

## Ligová bilance
| Ročník                    | Zápasy | Góly | Klub             |
| ------------------------- | ------ | ---- | ---------------- |
| Eredivisie 1977/78        | 30     | 6    | Roda JC Kerkrade |
| Eredivisie 1978/79        | 26     | 6    | Roda JC Kerkrade |
| Eredivisie 1979/80        | 13     | 5    | PSV Eindhoven    |
| Eredivisie 1980/81        | 26     | 6    | PSV Eindhoven    |
| Eredivisie 1981/82        | 0      | 0    | PSV Eindhoven    |
| Eredivisie 1982/83        | 1      | 0    | PSV Eindhoven    |
| CELKEM 1. nizozemská liga | 96     | 23   |                  |

## Trenérská kariéra
Trénoval nizozemské týmy Willem II Tilburg, Roda JC Kerkrade, Helmond Sport, TOP Oss, Excelsior Rotterdam, VVV-Venlo, RKC Waalwijk, Jong Ajax a Ajax Amsterdam, belgické týmy Club Brugge KV a Beerschot AC a tuniský Club Africain.